# Melanie Joy
Melanie Joy (2 de setembre de 1966) és una psicòloga social i activista pels drets dels animals estatunidenca, coneguda principalment per encunyar i promulgar el terme carnisme. És la presidenta fundadora de l'ONG Beyond Carnism, anteriorment coneguda com Carnism Awareness & Action Network (CAAN), així com una antiga professora de psicologia i sociologia a la Universitat de Boston, a Massachusetts. Ha publicat els llibres Strategic Action for Animals, Why We Love Dogs, Eat Pigs, and Wear Cows i Beyond Beliefs.

## Antecedents
Joy va rebre el seu màster en educació a la Universitat Harvard i el seu PhD en psicologia a la Universitat de Saybrook. Amb 23 anys, quan estudiava a Harvard, va contreure una malaltia transmesa pels aliments d'una hamburguesa contaminada i va ser hospitalitzada, cosa que la va portar a fer-se vegetariana. En una conferència organitzada per la ministra índia Maneka Gandhi, Joy va recordar com la seva elecció dietètica, que no va fer per raons morals, va transformar la seva perspectiva pel que fa al tractament dels animals:
Aquella experiència em va fer renunciar a la carn i, gràcies a aquesta renúncia, em vaig obrir més a informació sobre la ramaderia—una informació que sempre havia tingut a l'abast però que havia estat poc disposada a veure, perquè volia conservar el meu estil de vida. I a mesura que descobria la veritat sobra la producció de la carn, els ous i els làctics, em consternava més i més. […] Vaig acabar confosa i desesperada. Em sentia com un vaixell a la deriva, perdut en un mar de bogeria col·lectiva. No havia canviat res, però tot era diferent.
Llavors, Joy va fer una transició gradual al veganisme.
En una entrevista de 2013, va explicar que la seva tesi doctoral s'havia enfocat, en un principi, a la psicosociologia de la violència i la discriminació, però més tard va esdevenir un estudi sobre la psicologia de menjar carn. Com que percebia un patró de pensament irracional i inconsistent entre els subjectes que va entrevistar, va acabar teoritzant que les actituds sobre la carn reflectien els prejudicis adquirits. Aquesta idea va convertir-se en la base de la major part de la seva feina més endavant.

## Teoria del carnisme
Joy va introduir el terme carnisme dins un article de 2001 publicat a Satya, que inicialment va tenir poca repercussió. Va recuperar aquest concepte al seu llibre de 2009 Why We Love Dogs, Eat Pigs, and Wear Cows, traduït a nou idiomes. Les seves idees van influir els estudis posteriors d'allò que ha acabat rebent el nom de paradoxa de la carn—la incongruència aparent en actituds comunes cap als animals, en les quals la gent pot expressar afecte cap a alguns animals al mateix temps que se'n menja uns altres—i la dissonància cognitiva que implica. Diversos psicòlegs donen suport a les creences de Joy sobre la influència de menjar carn en les actituds cap als animals.

## Activisme
Joy va fundar Carnism Awareness & Action Network (CAAN), que va ser rebatejada com Beyond Carnism, l'any 2010. Segons una revisió d'Animal Charity Evaluators, l'organització es basa en xerrades públiques, campanyes de mitjans de comunicació de masses, desenvolupament de vídeo, i cursos per activistes en un esforç per canviar la conversa pública sobre la carn principalment als Estats Units d'Amèrica i Alemanya. La revisió va considerar que les estratègies organitzatives de CAAN eren prometedores pel seu potencial de fomentar una xarxa sostinguda d'activistes pels drets dels animals, però va comentar que el grup, relativament nou, tenia una trajectòria curta, i que els efectes del seu mètode serien difícils de valorar.

## Obres
- Strategic Action for Animals: A Handbook on Strategic Movement Building, Organizing, and Activism for Animal Liberation (en anglès).  Estats Units: Lantern Books, 10-12-2008, p. 176. ISBN 978-1590561362.
- Why We Love Dogs, Eat Pigs, and Wear Cows (en anglès).  Estats Units: Conari Press, 15-11-2009, p. 204. ISBN 978-1573244619.
- Beyond Beliefs: A Guide to Improving Relationships and Communication for Vegans, Vegetarians, and Meat Eaters (en anglès).  Estats Units: Cameron & Company, 24-10-2017, p. 240. ISBN 978-1590565803.
- Powerarchy: Understanding the Psychology of Oppression for Social Transformation (en anglès).  Estats Units: Berrett-Koehler Publishers, 03-09-2019, p. 208. ISBN 978-1523086665.
- Getting Relationships Right: How to Build Resilience and Thrive in Life, Love, and Work (en anglès).  Estats Units: Berrett-Koehler Publishers, 11-02-2020, p. 264. ISBN 978-1523088508.